# Palais Taverna
Le palais Taverna (en italien : Palazzo Taverna) est un bâtiment historique de la ville de Milan en Italie.

## Histoire
Le palais, conçu par l'architecte Ferdinando Albertolli, est construit à partir de 1835.

## Description
Le bâtiment se situe sur la via Monte Napoleone dans le centre historique de Milan.
L’édifice présente des formes typiquement néoclassiques : le palais reprend le style d’une villa de campagne avec un plan en U et une cour d’entrée sur le côté ouvert. L’entrée est marquée par un portique tétrastyle à colonnes ioniques, surmonté d’un balcon. Les deux ailes latérales de la façade sont symétriques par rapport à l’axe central : au rez-de-chaussée, chaque aile comporte trois ouvertures en arc plein cintre, tandis que les étages supérieurs sont rythmés par trois lésènes encadrant des fenêtres sobrement décorées, surmontées d’un fronton triangulaire.